# 桦南东站
桦南东站位于中国黑龙江省佳木斯市桦南县双合村附近，为哈尔滨铁路局管辖的三等站。车站设2台4线。2021年12月6日随牡佳客运专线开通并投入使用。

## 车站介绍
车站位于桦南站（既有站）以东3.5km处，车站规模约3000平方米。2019年8月15日动工，2020年7月18日车站封顶，是牡佳客运专线第一个实现结构封顶的车站。